# Gjøvik Hockey

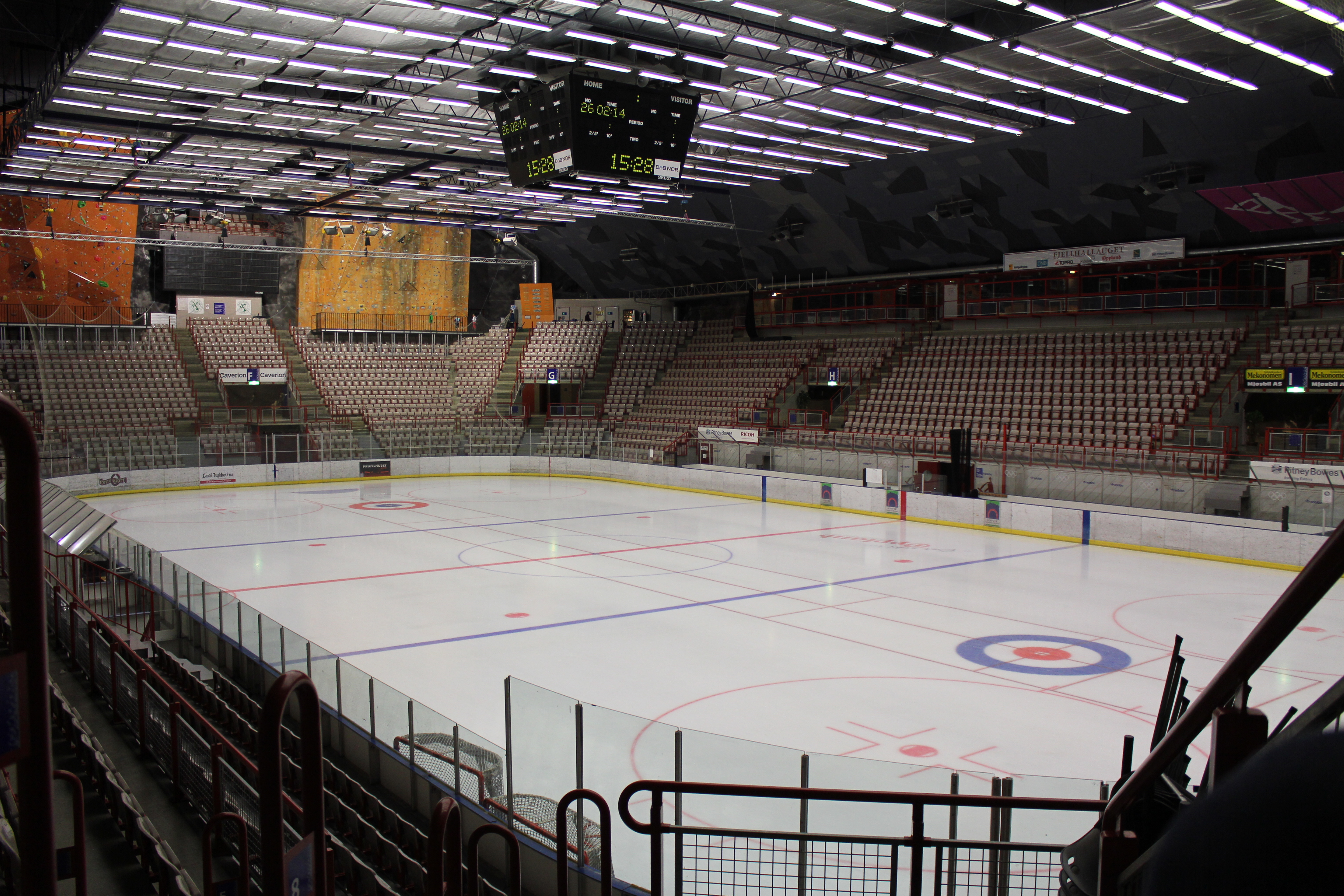
Zimní stadion v Gjøvik Olympiske Fjellhall

Gjøvik Hockey dříve známý jako Gjøvik Mammuts je hokejový klub města Gjøvik v norském kraji Inlandet, který hraje své domácí zápasy v Gjøvik Olympiske Fjellhall. A-tým hrál většinou 1. ligu ale nikdy se mu nepodařilo prosadit se do extraligy mezi nejlepší v Norsku. V posledních sezónách měl klub něco málo přes 200 aktivních členů, včetně těch, kteří jsou v hokejové škole a týmů mladších věkových skupin, stejně jako dvou seniorských týmů. B-tým Gjøviku je Gjøvik 2, hraje 4. ligu.

## Historie
Skupina přátel hokeje z farnosti Vardal ve městě Gjøvik se poohlížela po lepších příležitostech k trénování, protože v Gjøviku nebylo kluziště a ledový čas byl pronajat v Kristins Hall v Lillehammeru. Cesta na kluziště byla dlouhá, ale jednoho zářijového dne roku 1988 se vše změnilo, když Lillehammer získal olympiádu.
Klub Gjøvik Hockey byl založen 19. srpna 1990. Po výstavbě podzemní sportovní haly Gjøvik Olympiske Fjellhall pro zimní olympijské hry1994 hraje své domácí zápasy v tomto sportovním zařízení. A-tým se přitom šplhal nahoru a postupně se po postupu do 1.ligy po sezóně 1995-96 etabloval na špici. V letech 1999 a 2003 však neuspěl ve svém pokusu kvalifikovat se do extraligy a v roce 2011 se propadl až do 2. ligy). V srpnu 2016 se do první ligy opět vrátil.